# Mohamed Ganfud
Mohamed Ganfud (arab. محمد قـنفـود) – libijski kolarz, olimpijczyk.
Ganfud wystąpił na Letnich Igrzyskach Olimpijskich 1980 w jednej konkurencji kolarstwa szosowego. Wystartował w wyścigu indywidualnym ze startu wspólnego, którego nie ukończył.